# Rajd Alpejski 1954
Rajd Alpejski 1954 (17. Critérium International des Alpes) – 17. edycja rajdu samochodowego Rajd Alpejski rozgrywanego we Francji od 6 do 13 lipca 1954 roku. Była to siódma runda Rajdowych Mistrzostw Europy w roku 1954.

## Wyniki końcowe rajdu
| Miejsce                      | Kierowca                     | Pilot                        | Samochód                     | Punkty                       | Strata                       |                              |
| Klasyfikacja generalna i ERC | Klasyfikacja generalna i ERC | Klasyfikacja generalna i ERC | Klasyfikacja generalna i ERC | Klasyfikacja generalna i ERC | Klasyfikacja generalna i ERC | Klasyfikacja generalna i ERC |
| ---------------------------- | ---------------------------- | ---------------------------- | ---------------------------- | ---------------------------- | ---------------------------- | ---------------------------- |
| 1.                           | Wolfgang Denzel              | Hubert Stroinigg             | Denzel 1300                  | -1300                        | –                            |                              |
| 2.                           | Jean Redélé                  | Louis Pons                   | Renault 4 CV 1063            | -750                         |                              |                              |
| 3.                           | Yves Lesur                   | Maurice Foulgoc              | Renault 4 CV 1063            | -750                         |                              |                              |
| 4.                           | Henry O'Hara-Moore           | John Gott                    | Frazer Nash                  | -2000                        |                              |                              |
| 5.                           | Paul Guiraud                 | Henri Beau                   | Peugeot 203                  | -1300                        |                              |                              |
| 6.                           | Maurice Gatsonides           | Rob Slotemaker               | Triumph TR2                  | -2000                        |                              |                              |
| 7.                           | Bill Burton                  | R. Burke                     | Aston Martin DB2             | -2600                        |                              |                              |
| 8.                           | Heinz Meier                  | Luba Hermann                 | DKW F 91                     | -1000                        |                              |                              |
| 9.                           | Roger Rauch                  | Bousson                      | Salmson 2300 Sport           | -2600                        |                              |                              |
| 10.                          | Stirling Moss                | John Cutts                   | Sunbeam Alpine               | -2600                        |                              |                              |